# Lars Wurzler
Lars Wurzler (* 1977 in Lutherstadt Eisleben) ist ein deutscher Politiker (BSW).

## Leben und Beruf
Lars Wurzler ist Lehrer an einer Förderschule. Außerdem ist er in der Lehrerausbildung in Chemnitz für Referendare und an der Universität Leipzig als Seminarleiter für Quereinsteiger tätig.

## Politik
Lars Wurzler ist seit 2024 Mitglied des Bündnis Sahra Wagenknecht und wurde bei der Landtagswahl 2024 als Direktkandidat für den Wahlkreis Sächsische Schweiz-Osterzgebirge 1 aufgestellt. Mit 9,3 % der Erststimmen erreichte er den dritten Platz hinter AfD und CDU, zog jedoch über den siebten Platz der BSW-Landesliste in den 8. sächsischen Landtag ein.

## Positionen
Wurzler kritisiert den „übersteigerten Leistungsdruck“ im sächsischen Schulsystem und die viel zu frühe Trennung der Kinder nach der Grundschule.